# Sineugraphe nolimetangere
Sineugraphe nolimetangere là một loài bướm đêm trong họ Noctuidae.